# Kristina Novak
Kristina Sirum Novak, född 29 augusti 2000 i Stavanger, är en norsk handbollsspelare som spelar för Sola HK i Eliteserien och för Norges damlandslag i handboll. Hon är vänsterhänt och spelar som högernia.

## Klubbkarriär
Novak började spela handboll för den lokala klubben Austrått IL, men flyttade som 14-åring över till Hundvåg IL. Hon spelade sedan för andradivisionsklubben Ålgård HK 2017/2018 innan hon skrev på för elitserieklubben Sola HK den 13 februari 2018 och har kontrakt till 2023.

## Landslagskarriär
Kristina Novak har representerat de norska ungdomslandslagen vid flera turneringar, bland annat U17-EM 2017 i Slovakien där det norska laget vann silver.
Kristina Novak gjorde sin officiella debut för det norska landslaget den 21 april 2022 mot Nordmakedonien vid EHF Euro Cup 2022. Novak blev sedan uttagen i Thorir Hergeirssons 19-mannatrupp inför EM 2022. Hon vann då sina första internationella titel med Norge. Hon har spelat 14 landskamper och stått för 28 mål i landslaget.

## Privatliv
Kristina Novak har en kroatisk far och en norsk mor. Hon kommer från Håbafjell i Sandnes och är yngre syster till fotbollsspelaren Kristian Novak.